# Benedetto Lo Monaco
Benedetto Lo Monaco (Alcamo, 2 febbraio 1956) è un attore italiano.

## Biografia
Lo Monaco ha cominciato la sua carriera artistica a 16 anni, allorché faceva parte della Filodrammatica nella Chiesa di Sant'Anna. Qui ha sviluppato le sue doti artistiche che lo hanno portato ad ottenere un’ottima esperienza nel cinema; infatti è nel campo cinematografico già da 42 anni.
Ha partecipato ai seguenti stage di recitazione:
- 2005: Metodo Strasberg-Actors’ studio di New York diretto da Marilyn Fried, presso il Teatro Cielo d'Alcamo
- 2007: Metodo di Laboratorio teatrale diretto da Jean-Paul Denizon, presso il Teatro Cielo d'Alcamo
- 2007: Metodo di Laboratorio teatrale diretto dai registi Giles Smith e Giorgio Serafini Prosperi[2]

Lo Monaco è una persona semplice e attaccata alle sue radici; ha lavorato con diversi famosi registi, come Giuseppe Tornatore, Ricky Tognazzi e Salvo Bonaffini; ha recitato pure nella serie Tv I Cesaroni V con Claudio Amendola ed Elena Sofia Ricci. 
Nel film Pagate Fratelli, Benedetto ha recitato assieme a noti attori, tra i quali Tony Sperandeo e Gigi Burruano.
Oggi l'attore si può vantare di avere un curriculum di tutto rispetto nel campo cinematografico; durante la sua carriera ha vinto 3 festival, e anche il Giffoni Film Festival nel 2014.
Ha anche collaborato ad un progetto con i Calandra & Calandra, un famoso duo alcamese che ha un repertorio di musica popolare.

## Carriera

### Teatro
- 1980 Gatta ci cova
- 1982 L'arte di Giufà
- 1983 La Buon Anima Di Mia Suocera
- 1987 Uno sguardo dal ponte
- 1995 Don Sasà Possotutto
- 1996 La Passione Di Cristo
- 2005 I Civitoti in Pretura
- 2006 Cavaliere Petagna
- 2007 Una storia Siciliana
- 2008 Fiat voluntas dei

### Filmografia
- 1989: Pummarò di Michele Placido
- 2007: Il dolce e l'amaro di Andrea Porporati, mafioso
- 2008: Io, Don Giovanni di Carlos Saura, generico specializzato
- 2008: La Tomba dei Giganti di Ricky Tognazzi, enologo
- 2008: Doppio gioco di Andrea Vicari e Riccando Rosce, Giufrè
- 2008: Il divo (film) di Paolo Sorrentino, carabiniere
- 2008: Baarìa di Giuseppe Tornatore, segretario Democrazia Cristiana
- 2008: Viola di mare di Donatella Maiorca, Don Tano
- 2011: Pagate Fratelli di Salvatore Bonaffini, Padre Carmelo, il protagonista
- 2012: La mafia alternativa, tra vita, morte e...miracoli di Nicola Barnaba, Michele
- 2013: Klepsidra di Salvo Onello, direttore di hotel
- 2013: Lo chiamavano nullità di Giovanni Cangelosi, balordo
- 2014: Leaves Of The Tree di Ante Novakovic, Cardinale
- 2014: Angeli di Salvatore Bonaffini, nonno
- 2015: Atto III di Francesco Zucchetti (premiato al Cici film festival a Castellammare del Golfo)
- 2015: Il santo senza parole di Tony Gangitano, eremita
- 2018: I nostri figli (film Tv)
- 2018: Rocco Chinnici di Michele Soavi, film per la Tv
- 2019: Oro e Piombo di Emiliano Ferrera, fuorilegge
- 2022: L'infiltrato di Antonio Giaimo

### Cortometraggi
- 2009: "Per un semplice gesto" di Giovanni Spadone, protagonista
- 2009: "Il letto" di Accursio Graffeo, protagonista
- 2010: "Artefatto in ospedale", di Andrea Clauser e Dario Lo Presti, infermiere professionale
- 2010: "Random", regia Emiliano Ferrera, coprotagonista
- 2012: "La mafia alternativa, tra vita, morte e miracoli", Michele
- 2013: "Diverse esistenze", di Salvatore Bonaffini, preside (Premiato al Giffoni Film Festival)
- 2013: "Troppo dentro il west" regia di Diana e Andrea, protagonista (Vincitore del premio Cici film festival)
- 2014: "Capitano Biancamano", protagonista (Vincitore di due premi Cici film festival e Corto Ferrara)
- 2014: "Il viaggio della vita", il sacerdote
- 2016: Hen Taniel di Claudio Colomba
- 2016: "Un pugno di sabbia", per la regia di Salvo Bonaffini, vincitore del “Castro Film Festival Puglia” come Miglior Soggetto, selezionato al Borgia Film Festival 2017
- 2017: Prometta mi, regia di Tiffany Rhodes, il nonno
- 2020: Rocco, Giuseppe

### Fiction Tv
- 2005 Cefalonia di Riccardo Milani, Tenente Colonnello
- 2005 Montalbano di Alberto Sironii
- 2007 Il Generale dalla Chiesa di Giorgio Capitani, magistrato
- 2008 Paolo VI di Fabrizio Costa, nobile
- 2008 Doppio gioco di Lazzaretti e Matteo Lena, Giufrè
- 2008 Caso Mattei di Giorgio Capitani, il siciliano
- 2011: I Cesaroni (ruolo giudice)
- 2018: La mafia uccide solo d'estate (serie televisiva), un episodio

### Pubblicita'
- 1995 Settore casalinghi e sportivi, Marcello Grimaudo (su Alpa 1)

### Video clip
- 2012: Scotula scotula (del duo Calandra&Calandra), co-protagonista,
- 2013: Matrimonio tirituppi e tappi (del duo Calandra&Calandra), protagonista

### Sitcom
2011 “Le famiglie Caserecce” regia di Philippe Giangreco, protagonista

### Radio
Speaker di Radio Alcamo Centrale

### Spot
- 2014: Bum Bum – Bagnoschiuma
- 2015: Deliziosa, pubblicità sul formaggio pugliese (Canale5 e Rai)